# Бернштейн Самуїл Борисович
Самуї́л Бори́сович Бернште́йн (21 грудня 1910 (3 січня 1911), с. Баргузин, тепер  Бурятія, РФ — 6 жовтня 1997, Москва) — російський мовознавець, доктор філологічних наук, професор, член-кореспондент Болгарської АН, член-кореспондент Македонської академії наук і мистецтв.

## Біографія
С. Б. Берштейн народився 3 січня 1911 року в Баргузин (Бурятія).
У 1931 році закінчив Московський університет.
У 1934 році захистив кандидатську дисертацію «Тюркські елементи в мові дамаскінів XVII—XVIII століття».
У 1934—1938 роках завідував кафедрою болгарської мови та літератури Одеського педагогічного інституту. Одночасно у 1937—1939 роках очолював кафедру мовознавства в Одеському державному університеті.
З 1943 року працював у  Московському університеті. У 1947—1970 роках завідував кафедрою слов'янських мов.
У 1946 році захистив дисертацію «Мова валашських грамот XIV—XV ст.»  і здобув науковий ступінь доктора філологічних наук. В 1948 році присвоєно вчене звання професора.
Продовж 1946—1976 років працював завідувачем сектора слов'янського мовознавства Інституту слов'янознавства і балканістики АН СРСР.
Був обраний членом-кореспондентом Академій наук Болгарії (1963 р.) та Македонії (1969 р.).
Помер 6 жовтня 1997 року в Москві.

## Наукова діяльність
Займався питаннями історії слов'янських мов і народів, діалектогенезу, діалетних основ літературних мов, слов'янсько-східнороманських зв'язків, етноісторичним і лінгвістичним проблемами карпатознавства, лінгвогеографії, історії мовознавства.
У працях «Сторінки з історії болгарської імміграції в Росію під час російсько-турецької війни 1828—1829 рр.» (1949, російською мовою) і «Атлас болгарских говоров в СССР» (ч. 1—2, 1958, у співавторстві) Бернштейн дослідив болгарські говірки в Україні в їх взаємодії з українською і російською мовами; в «Карпатском диалектологическом атласе» (1967, у співавт.) картографував українські говірки карпатської зони; в «Общекарпатском диалектологическом атласе» (в. 1—6, 1976—2001, у співавт.) відтворив українські карпатські говірки на тлі діалектів інших мов карпато-балканського ареалу, взаємодію і зв'язки українських говірок з діалектами інших мов цього регіону.
Матеріали про українську мову вчений використав у низці статей, монографіях, «Нарисах порівняльної граматики слов'янських мов» (кн. 1—2, 1961—74, рос. мовою).

#### Праці
- Болгарские говоры Украины (Ольшанский район)/С. Б. Бернштейн.// Наукові записки Одеського державного педагогічного інституту. –  1939. –  Т. 1. Роботи кафедр мови і літератури. –  С. 111 - 123.
- Учебник болгарского языка/ С. Б. Бернштейн. – М.: Литература на иностранных языках, 1948. – 272 с.
- Очерк сравнительной грамматики славянских языков/С. Б. Бернштейн. – М.: Издательство АН СССР, 1961. – 352 с.
- Болгарско-русский словарь/ С. Б. Бернштейн. – М.: Русский язик, 1986. – 768 с.